# Jij bent mijn leven
"Jij bent mijn leven" ("Tu és a minha vida") foi a canção que representou os Países Baixos no Festival Eurovisão da Canção 1964 que teve lugar em Copenhaga, em 21 de março desse ano.
A referida canção foi interpretada em neerlandês por Anneke Grönloh. Foi a segunda canção a ser interpretada na noite do festival, a seguir à canção luxemburguesa "Dès que le printemps revient", interpretada por Hugues Aufray e antes da canção norueguesa "Spiral", cantada por Arne Bendiksen. Terminou a competição em 10.º lugar, tendo recebido um total de 2 pontos. No ano seguinte, em 1965 por Conny Vandenbos que interpretou a canção  "'t Is genoeg".

## Autores
- Letrista: René de Vos
- Compositor: Ted Powder
- Orquestrador: Dolf van der Linden

## Letra
A canção é cantada na perspetiva de uma mulher cujo amante lhe tem sido infiel. Ela diz-lhe que ela está cansada da sua infidelidade, mas ela escolhe ignorar isso "porque tu és a minha vida". Parece pela letra que ele sido uma situação comum naquele relacionamento.